# Temporada 2008 de Fórmula 1
La temporada 2008 de Fórmula 1 fue la 59.ª temporada del Campeonato Mundial de Fórmula 1 de la FIA. Se adjudicaron puntos a los ocho primeros lugares (10, 8, 6, 5, 4, 3, 2, 1), sin limitaciones de máximo de carreras computables.
Esta temporada estuvo marcada por fuertes dudas sobre la continuidad de varios equipos y la posible creación de un campeonato paralelo por parte de la Asociación de Constructores, pero se apagaron al conocerse la renovación del Acuerdo de la Concordia hasta 2012.

## Escuderías y pilotos
Los siguientes equipos y pilotos fueron confirmados para la temporada 2008 del campeonato mundial de Fórmula 1 de la FIA.
| Escudería                 | Chasis      | Chasis      | Motor             | Neu. | N.º | Pilotos              | Siglas | Rondas | Pilotos de pruebas                                                         |
| ------------------------- | ----------- | ----------- | ----------------- | ---- | --- | -------------------- | ------ | ------ | -------------------------------------------------------------------------- |
| Scuderia Ferrari Marlboro | Ferrari     | F2008       | Ferrari 056       | B    | 1   | Kimi Räikkönen       | RAI    | Todas  | Luca Badoer Michael Schumacher Marc Gené                                   |
| Scuderia Ferrari Marlboro | Ferrari     | F2008       | Ferrari 056       | B    | 2   | Felipe Massa         | MAS    | Todas  | Luca Badoer Michael Schumacher Marc Gené                                   |
| BMW Sauber F1 Team        | BMW Sauber  | F1.08       | BMW P86/8         | B    | 3   | Nick Heidfeld        | HEI    | Todas  | Marko Asmer Christian Klien                                                |
| BMW Sauber F1 Team        | BMW Sauber  | F1.08       | BMW P86/8         | B    | 4   | Robert Kubica        | KUB    | Todas  | Marko Asmer Christian Klien                                                |
| ING Renault F1 Team       | Renault     | R28         | Renault RS27-2008 | B    | 5   | Fernando Alonso      | ALO    | Todas  | Lucas di Grassi Romain Grosjean Giedo van der Garde                        |
| ING Renault F1 Team       | Renault     | R28         | Renault RS27-2008 | B    | 6   | Nelson Piquet Jr.    | PIQ    | Todas  | Lucas di Grassi Romain Grosjean Giedo van der Garde                        |
| AT&T Williams F1 Team     | Williams    | FW30        | Toyota RVX-08     | B    | 7   | Nico Rosberg         | ROS    | Todas  | Nico Hülkenberg                                                            |
| AT&T Williams F1 Team     | Williams    | FW30        | Toyota RVX-08     | B    | 8   | Kazuki Nakajima      | NAK    | Todas  | Nico Hülkenberg                                                            |
| Red Bull Racing           | Red Bull    | RB4         | Renault RS27-2008 | B    | 9   | David Coulthard      | COU    | Todas  | Sebastian Vettel Sébastien Buemi Sébastien Loeb Brendon Hartley            |
| Red Bull Racing           | Red Bull    | RB4         | Renault RS27-2008 | B    | 10  | Mark Webber          | WEB    | Todas  | Sebastian Vettel Sébastien Buemi Sébastien Loeb Brendon Hartley            |
| Panasonic Toyota Racing   | Toyota      | TF108       | Toyota RVX-08     | B    | 11  | Jarno Trulli         | TRU    | Todas  | Kamui Kobayashi                                                            |
| Panasonic Toyota Racing   | Toyota      | TF108       | Toyota RVX-08     | B    | 12  | Timo Glock           | GLO    | Todas  | Kamui Kobayashi                                                            |
| Scuderia Toro Rosso       | Toro Rosso  | STR2-B STR3 | Ferrari 056       | B    | 14  | Sébastien Bourdais   | BOU    | Todas  | Sébastien Buemi Takuma Satō                                                |
| Scuderia Toro Rosso       | Toro Rosso  | STR2-B STR3 | Ferrari 056       | B    | 15  | Sebastian Vettel     | VET    | Todas  | Sébastien Buemi Takuma Satō                                                |
| Honda Racing F1 Team      | Honda       | RA108       | Honda RA808E      | B    | 16  | Jenson Button        | BUT    | Todas  | Alexander Wurz Takashi Kogure Anthony Davidson Bruno Senna Lucas di Grassi |
| Honda Racing F1 Team      | Honda       | RA108       | Honda RA808E      | B    | 17  | Rubens Barrichello   | BAR    | Todas  | Alexander Wurz Takashi Kogure Anthony Davidson Bruno Senna Lucas di Grassi |
| Super Aguri F1 Team       | Super Aguri | SA08        | Honda RA808E      | B    | 18  | Takuma Satō          | SAT    | 1-4    | James Rossiter                                                             |
| Super Aguri F1 Team       | Super Aguri | SA08        | Honda RA808E      | B    | 19  | Anthony Davidson     | DAV    | 1-4    | James Rossiter                                                             |
| Force India F1 Team       | Force India | VJM01       | Ferrari 056       | B    | 20  | Adrian Sutil         | SUT    | Todas  | Vitantonio Liuzzi Pedro de la Rosa                                         |
| Force India F1 Team       | Force India | VJM01       | Ferrari 056       | B    | 21  | Giancarlo Fisichella | FIS    | Todas  | Vitantonio Liuzzi Pedro de la Rosa                                         |
| Vodafone McLaren Mercedes | McLaren     | MP4-23      | Mercedes FO108V   | B    | 22  | Lewis Hamilton       | HAM    | Todas  | Pedro de la Rosa Gary Paffett                                              |
| Vodafone McLaren Mercedes | McLaren     | MP4-23      | Mercedes FO108V   | B    | 23  | Heikki Kovalainen    | KOV    | Todas  | Pedro de la Rosa Gary Paffett                                              |

## Cambios

### Cambios de pilotos
- Fernando Alonso: el 2 de noviembre de 2007 se hizo pública la rescisión de su contrato en McLaren para buscar otro equipo en 2008. El 10 de diciembre se anunció que el piloto asturiano firmó un contrato por dos años con el equipo ING Renault F1 Team.
- Heikki Kovalainen: el 14 de diciembre de 2007, McLaren anuncia que el puesto de Alonso sería ocupado por Kovalainen, quien había sustituido al mismo Alonso en la temporada anterior en Renault.
- Ralf Schumacher: abandonó la escudería Toyota Racing al final de la temporada 2007. Schumacher ha reconocido su intención de tomarse un año sabático, aunque es posible que ésta sea su retirada definitiva de la categoría.
- Timo Glock: anterior tercer piloto de BMW Sauber, ocupará la plaza de Schumacher en la escudería Toyota.
- Sakon Yamamoto abandonó el segundo asiento de Spyker, actualmente Force India.
- Force India: el 10 de enero de 2008, se anuncia oficialmente que el piloto que ocupará el asiento de Sakon Yamamoto será Giancarlo Fisichella. Adrian Sutil será el primer piloto y Vitantonio Liuzzi el piloto probador/reserva, dejando fuera de ese puesto a Roldán Rodríguez y a Giedo van der Garde.

### Cambios de equipo
- La antigua escudería Spyker fue adquirida por un consorcio indio dirigido por Vijay Mallya, pasando a recibir el nombre de Force India.
- A pesar de los rumores que sugerían su entrada en la temporada 2008, la escudería Prodrive no participará en esta temporada.
- Super Aguri abandonó la Fórmula 1 después de disputar 4 Grandes Premios, debido a sus problemas económicos.
- Honda anunció el 5 de diciembre de 2008 que se retiraba del mundial por crisis financiera.

### Cambios reglamentarios
- Se introducirá el sistema CDG, un alerón que hará que el aire baje más hacia el centro del monoplaza. Esto permitirá que puedan circular los coches más próximos unos de otros sin sufrir una pérdida de adherencia, generando así más posibilidades de adelantamiento.
- Desaparecerá el control de tracción electrónica en los coches.
- Se introducirá una unidad de control electrónico estándar, fabricada por McLaren Electronic Systems y Microsoft.
- Habrá restricciones en los equipos para cambiar y evolucionar su aerodinámica, así como para cambiar el motor.
- Caja de cambios de larga duración: se deberá usar la misma caja durante cuatro carreras. De lo contrario se penalizará con 5 puestos en la parrilla de salida de ese Gran Premio, a no ser que la FIA dictamine lo contrario.
- Cambio en el formato de clasificación para los Grandes Premios, constará de tres rondas, comenzará con una sesión de 20 minutos (Q1), a continuación tendrá lugar otra de 15 minutos (Q2), y la última tanda, en la que durante el 2007 los pilotos simplemente rodaban durante los primeros minutos para quemar combustible, ha quedado reducida a 10 minutos (Q3).
- Se restringe el uso de un coche de repuesto, también conocido como muleto. A cada equipo que compite no se le permitiría tener más de dos autos disponibles para usar en cualquier momento. En este contexto, un automóvil se consideraba como tal si era una célula de supervivencia parcialmente ensamblada, equipada con un motor, cualquier suspensión delantera, carrocería, radiadores, tanques de aceite o intercambiadores de calor.[18]

## Calendario de presentaciones
| Escudería   | Chasis | Imagen | Fecha       | Lugar                |
| ----------- | ------ | ------ | ----------- | -------------------- |
| Ferrari     | F2008  |        | 6 de enero  | Fiorano              |
| BMW Sauber  | F1.08  |        | 14 de enero | Múnich               |
| Renault     | R28    |        | 31 de enero | París                |
| Williams    | FW30   |        | 21 de enero | Valencia             |
| Red Bull    | RB4    |        | 16 de enero | Jerez de la Frontera |
| Toyota      | TF108  |        | 10 de enero | Colonia              |
| Toro Rosso  | STR3   |        | 22 de enero | Mónaco               |
| Honda       | RA108  |        | 29 de enero | Brackley             |
| Super Aguri | SA08   |        | 14 de marzo | Melbourne            |
| Force India | VJM01  |        | 7 de enero  | Bombay               |
| McLaren     | MP4-23 |        | 7 de enero  | Stuttgart            |

## Calendario
| Ronda   | Gran Premio                 | Circuito                                       | Fecha            |
| ------- | --------------------------- | ---------------------------------------------- | ---------------- |
| 1       | Gran Premio de Australia    | Circuito de Albert Park, Melbourne             | 16 de marzo      |
| 2       | Gran Premio de Malasia      | Circuito Internacional de Sepang, Kuala Lumpur | 23 de marzo      |
| 3       | Gran Premio de Baréin       | Circuito Internacional de Baréin, Sakhir       | 6 de abril       |
| 4       | Gran Premio de España       | Circuito de Barcelona-Cataluña, Montmeló       | 27 de abril      |
| 5       | Gran Premio de Turquía      | Circuito de Estambul, Estambul                 | 11 de mayo       |
| 6       | Gran Premio de Mónaco       | Circuito de Mónaco, Montecarlo                 | 25 de mayo       |
| 7       | Gran Premio de Canadá       | Circuito Gilles Villeneuve, Montreal           | 8 de junio       |
| 8       | Gran Premio de Francia      | Circuito de Nevers Magny-Cours, Magny-Cours    | 22 de junio      |
| 9       | Gran Premio de Gran Bretaña | Circuito de Silverstone, Silverstone           | 6 de julio       |
| 10      | Gran Premio de Alemania     | Hockenheimring, Hockenheim                     | 20 de julio      |
| 11      | Gran Premio de Hungría      | Hungaroring, Budapest                          | 3 de agosto      |
| 12      | Gran Premio de Europa       | Circuito urbano de Valencia, Valencia          | 24 de agosto     |
| 13      | Gran Premio de Bélgica      | Circuito de Spa-Francorchamps, Spa             | 7 de septiembre  |
| 14      | Gran Premio de Italia       | Autodromo Nazionale Monza, Monza               | 14 de septiembre |
| 15      | Gran Premio de Singapur     | Circuito callejero de Marina Bay, Singapur     | 28 de septiembre |
| 16      | Gran Premio de Japón        | Fuji Speedway                                  | 12 de octubre    |
| 17      | Gran Premio de China        | Circuito de Shanghái, Shanghái                 | 19 de octubre    |
| 18      | Gran Premio de Brasil       | Autódromo José Carlos Pace, São Paulo          | 2 de noviembre   |
| Fuente: |                             |                                                |                  |

## Resultados
| Ronda | Fecha                             | Gran Premio | Mapa del circuito    | Resultados                   | Resultados       | Resultados                   | Resultados        |
| ----- | --------------------------------- | --- | -------------------- | ---------------------------- | ---------------- | ---------------------------- | ----------------- |
| 1     | 14, 15 y 16 de marzo              | Gran Premio de Australia Circuito de Albert Park Longitud: 5,303 km Vueltas: 58 Distancia de carrera: 307,574 km Ganador 2007: Kimi Räikkönen - Ferrari         |                      | Libres 1                     | Kimi Räikkönen   | Ganador                      | Lewis Hamilton    |
| 1     | 14, 15 y 16 de marzo              | Gran Premio de Australia Circuito de Albert Park Longitud: 5,303 km Vueltas: 58 Distancia de carrera: 307,574 km Ganador 2007: Kimi Räikkönen - Ferrari         | Libres 2             | Lewis Hamilton               | 2.º puesto       | Nick Heidfeld                |                   |
| 1     | 14, 15 y 16 de marzo              | Gran Premio de Australia Circuito de Albert Park Longitud: 5,303 km Vueltas: 58 Distancia de carrera: 307,574 km Ganador 2007: Kimi Räikkönen - Ferrari         | Libres 3             | Robert Kubica                | 3.er puesto      | Nico Rosberg                 |                   |
| 1     | 14, 15 y 16 de marzo              | Gran Premio de Australia Circuito de Albert Park Longitud: 5,303 km Vueltas: 58 Distancia de carrera: 307,574 km Ganador 2007: Kimi Räikkönen - Ferrari         | Pole position        | Lewis Hamilton (1:26.714)    | Vuelta rápida    | Heikki Kovalainen (1:27.418) |                   |
| 1     | 14, 15 y 16 de marzo              | Gran Premio de Australia Circuito de Albert Park Longitud: 5,303 km Vueltas: 58 Distancia de carrera: 307,574 km Ganador 2007: Kimi Räikkönen - Ferrari         | Resultados completos |                              |                  |                              |                   |
| 2     | 28, 29 y 30 de marzo              | Gran Premio de Malasia Circuito Internacional de Sepang Longitud: 5,543 km Vueltas: 56 Distancia de carrera: 310,408 km Ganador 2007: Fernando Alonso - McLaren |                      | Libres 1                     | Felipe Massa     | Ganador                      | Kimi Räikkönen    |
| 2     | 28, 29 y 30 de marzo              | Gran Premio de Malasia Circuito Internacional de Sepang Longitud: 5,543 km Vueltas: 56 Distancia de carrera: 310,408 km Ganador 2007: Fernando Alonso - McLaren | Libres 2             | Lewis Hamilton               | 2.º puesto       | Robert Kubica                |                   |
| 2     | 28, 29 y 30 de marzo              | Gran Premio de Malasia Circuito Internacional de Sepang Longitud: 5,543 km Vueltas: 56 Distancia de carrera: 310,408 km Ganador 2007: Fernando Alonso - McLaren | Libres 3             | Nick Heidfeld                | 3.er puesto      | Heikki Kovalainen            |                   |
| 2     | 28, 29 y 30 de marzo              | Gran Premio de Malasia Circuito Internacional de Sepang Longitud: 5,543 km Vueltas: 56 Distancia de carrera: 310,408 km Ganador 2007: Fernando Alonso - McLaren | Pole position        | Felipe Massa (1:35.748)      | Vuelta rápida    | Nick Heidfeld (1:35.366)     |                   |
| 2     | 28, 29 y 30 de marzo              | Gran Premio de Malasia Circuito Internacional de Sepang Longitud: 5,543 km Vueltas: 56 Distancia de carrera: 310,408 km Ganador 2007: Fernando Alonso - McLaren | Resultados completos |                              |                  |                              |                   |
| 3     | 4, 5 y 6 de abril                 | Gran Premio de Baréin Circuito Internacional de Baréin Longitud: 5,412 km Vueltas: 57 Distancia de carrera: 308,238 km Ganador 2007: Felipe Massa - Ferrari     |                      | Libres 1                     | Felipe Massa     | Ganador                      | Felipe Massa      |
| 3     | 4, 5 y 6 de abril                 | Gran Premio de Baréin Circuito Internacional de Baréin Longitud: 5,412 km Vueltas: 57 Distancia de carrera: 308,238 km Ganador 2007: Felipe Massa - Ferrari     | Libres 2             | Felipe Massa                 | 2.º puesto       | Kimi Räikkönen               |                   |
| 3     | 4, 5 y 6 de abril                 | Gran Premio de Baréin Circuito Internacional de Baréin Longitud: 5,412 km Vueltas: 57 Distancia de carrera: 308,238 km Ganador 2007: Felipe Massa - Ferrari     | Libres 3             | Nico Rosberg                 | 3.er puesto      | Robert Kubica                |                   |
| 3     | 4, 5 y 6 de abril                 | Gran Premio de Baréin Circuito Internacional de Baréin Longitud: 5,412 km Vueltas: 57 Distancia de carrera: 308,238 km Ganador 2007: Felipe Massa - Ferrari     | Pole position        | Robert Kubica (1:33.096)     | Vuelta rápida    | Heikki Kovalainen (1:33.193) |                   |
| 3     | 4, 5 y 6 de abril                 | Gran Premio de Baréin Circuito Internacional de Baréin Longitud: 5,412 km Vueltas: 57 Distancia de carrera: 308,238 km Ganador 2007: Felipe Massa - Ferrari     | Resultados completos |                              |                  |                              |                   |
| 4     | 25, 26 y 27 de abril              | Gran Premio de España Circuito de Barcelona-Cataluña Longitud: 4,655 km Vueltas: 66 Distancia de carrera: 307,23 km Ganador 2007: Felipe Massa - Ferrari        |                      | Libres 1                     | Kimi Räikkönen   | Ganador                      | Kimi Räikkönen    |
| 4     | 25, 26 y 27 de abril              | Gran Premio de España Circuito de Barcelona-Cataluña Longitud: 4,655 km Vueltas: 66 Distancia de carrera: 307,23 km Ganador 2007: Felipe Massa - Ferrari        | Libres 2             | Kimi Räikkönen               | 2.º puesto       | Felipe Massa                 |                   |
| 4     | 25, 26 y 27 de abril              | Gran Premio de España Circuito de Barcelona-Cataluña Longitud: 4,655 km Vueltas: 66 Distancia de carrera: 307,23 km Ganador 2007: Felipe Massa - Ferrari        | Libres 3             | Nick Heidfeld                | 3.er puesto      | Lewis Hamilton               |                   |
| 4     | 25, 26 y 27 de abril              | Gran Premio de España Circuito de Barcelona-Cataluña Longitud: 4,655 km Vueltas: 66 Distancia de carrera: 307,23 km Ganador 2007: Felipe Massa - Ferrari        | Pole position        | Kimi Räikkönen (1:21.813)    | Vuelta rápida    | Kimi Räikkönen (1:21.670)    |                   |
| 4     | 25, 26 y 27 de abril              | Gran Premio de España Circuito de Barcelona-Cataluña Longitud: 4,655 km Vueltas: 66 Distancia de carrera: 307,23 km Ganador 2007: Felipe Massa - Ferrari        | Resultados completos |                              |                  |                              |                   |
| 5     | 9, 10 y 11 de mayo                | Gran Premio de Turquía Circuito de Estambul Longitud: 5,340 km Vueltas: 58 Distancia de carrera: 309,720 km Ganador 2007: Felipe Massa - Ferrari                |                      | Libres 1                     | Felipe Massa     | Ganador                      | Felipe Massa      |
| 5     | 9, 10 y 11 de mayo                | Gran Premio de Turquía Circuito de Estambul Longitud: 5,340 km Vueltas: 58 Distancia de carrera: 309,720 km Ganador 2007: Felipe Massa - Ferrari                | Libres 2             | Kimi Räikkönen               | 2.º puesto       | Lewis Hamilton               |                   |
| 5     | 9, 10 y 11 de mayo                | Gran Premio de Turquía Circuito de Estambul Longitud: 5,340 km Vueltas: 58 Distancia de carrera: 309,720 km Ganador 2007: Felipe Massa - Ferrari                | Libres 3             | Mark Webber                  | 3.er puesto      | Kimi Räikkönen               |                   |
| 5     | 9, 10 y 11 de mayo                | Gran Premio de Turquía Circuito de Estambul Longitud: 5,340 km Vueltas: 58 Distancia de carrera: 309,720 km Ganador 2007: Felipe Massa - Ferrari                | Pole position        | Felipe Massa (1:27.617)      | Vuelta rápida    | Kimi Räikkönen (1:26.506)    |                   |
| 5     | 9, 10 y 11 de mayo                | Gran Premio de Turquía Circuito de Estambul Longitud: 5,340 km Vueltas: 58 Distancia de carrera: 309,720 km Ganador 2007: Felipe Massa - Ferrari                | Resultados completos |                              |                  |                              |                   |
| 6     | 23, 24 y 25 de mayo               | Gran Premio de Mónaco Circuito de Mónaco Longitud: 3,340 km Vueltas: 76 Distancia de carrera: 253,840 km Ganador 2007: Fernando Alonso - McLaren                |                      | Libres 1                     | Kimi Räikkönen   | Ganador                      | Lewis Hamilton    |
| 6     | 23, 24 y 25 de mayo               | Gran Premio de Mónaco Circuito de Mónaco Longitud: 3,340 km Vueltas: 76 Distancia de carrera: 253,840 km Ganador 2007: Fernando Alonso - McLaren                | Libres 2             | Lewis Hamilton               | 2.º puesto       | Robert Kubica                |                   |
| 6     | 23, 24 y 25 de mayo               | Gran Premio de Mónaco Circuito de Mónaco Longitud: 3,340 km Vueltas: 76 Distancia de carrera: 253,840 km Ganador 2007: Fernando Alonso - McLaren                | Libres 3             | Heikki Kovalainen            | 3.er puesto      | Felipe Massa                 |                   |
| 6     | 23, 24 y 25 de mayo               | Gran Premio de Mónaco Circuito de Mónaco Longitud: 3,340 km Vueltas: 76 Distancia de carrera: 253,840 km Ganador 2007: Fernando Alonso - McLaren                | Pole position        | Felipe Massa (1:15.787)      | Vuelta rápida    | Kimi Räikkönen (1:16.689)    |                   |
| 6     | 23, 24 y 25 de mayo               | Gran Premio de Mónaco Circuito de Mónaco Longitud: 3,340 km Vueltas: 76 Distancia de carrera: 253,840 km Ganador 2007: Fernando Alonso - McLaren                | Resultados completos |                              |                  |                              |                   |
| 7     | 6, 7 y 8 de junio                 | Gran Premio de Canadá Circuito Gilles Villeneuve Longitud: 4,361 km Vueltas: 70 Distancia de carrera: 305,270 km Ganador 2007: Lewis Hamilton - McLaren         |                      | Libres 1                     | Felipe Massa     | Ganador                      | Robert Kubica     |
| 7     | 6, 7 y 8 de junio                 | Gran Premio de Canadá Circuito Gilles Villeneuve Longitud: 4,361 km Vueltas: 70 Distancia de carrera: 305,270 km Ganador 2007: Lewis Hamilton - McLaren         | Libres 2             | Lewis Hamilton               | 2.º puesto       | Nick Heidfeld                |                   |
| 7     | 6, 7 y 8 de junio                 | Gran Premio de Canadá Circuito Gilles Villeneuve Longitud: 4,361 km Vueltas: 70 Distancia de carrera: 305,270 km Ganador 2007: Lewis Hamilton - McLaren         | Libres 3             | Nico Rosberg                 | 3.er puesto      | David Coulthard              |                   |
| 7     | 6, 7 y 8 de junio                 | Gran Premio de Canadá Circuito Gilles Villeneuve Longitud: 4,361 km Vueltas: 70 Distancia de carrera: 305,270 km Ganador 2007: Lewis Hamilton - McLaren         | Pole position        | Lewis Hamilton (1:17.886)    | Vuelta rápida    | Kimi Räikkönen (1:17.387)    |                   |
| 7     | 6, 7 y 8 de junio                 | Gran Premio de Canadá Circuito Gilles Villeneuve Longitud: 4,361 km Vueltas: 70 Distancia de carrera: 305,270 km Ganador 2007: Lewis Hamilton - McLaren         | Resultados completos |                              |                  |                              |                   |
| 8     | 20, 21 y 22 de junio              | Gran Premio de Francia Circuito de Nevers Magny-Cours Longitud: 4,411 km Vueltas: 70 Distancia de carrera: 308,586 km Ganador 2007: Kimi Räikkönen - Ferrari    |                      | Libres 1                     | Felipe Massa     | Ganador                      | Felipe Massa      |
| 8     | 20, 21 y 22 de junio              | Gran Premio de Francia Circuito de Nevers Magny-Cours Longitud: 4,411 km Vueltas: 70 Distancia de carrera: 308,586 km Ganador 2007: Kimi Räikkönen - Ferrari    | Libres 2             | Fernando Alonso              | 2.º puesto       | Kimi Räikkönen               |                   |
| 8     | 20, 21 y 22 de junio              | Gran Premio de Francia Circuito de Nevers Magny-Cours Longitud: 4,411 km Vueltas: 70 Distancia de carrera: 308,586 km Ganador 2007: Kimi Räikkönen - Ferrari    | Libres 3             | Nelson Piquet, Jr.           | 3.er puesto      | Jarno Trulli                 |                   |
| 8     | 20, 21 y 22 de junio              | Gran Premio de Francia Circuito de Nevers Magny-Cours Longitud: 4,411 km Vueltas: 70 Distancia de carrera: 308,586 km Ganador 2007: Kimi Räikkönen - Ferrari    | Pole position        | Kimi Räikkönen (1:16.449)    | Vuelta rápida    | Kimi Räikkönen (1:16.630)    |                   |
| 8     | 20, 21 y 22 de junio              | Gran Premio de Francia Circuito de Nevers Magny-Cours Longitud: 4,411 km Vueltas: 70 Distancia de carrera: 308,586 km Ganador 2007: Kimi Räikkönen - Ferrari    | Resultados completos |                              |                  |                              |                   |
| 9     | 4, 5 y 6 de julio                 | Gran Premio de Gran Bretaña Circuito de Silverstone Longitud: 5,141 km Vueltas: 60 Distancia de carrera: 308,355 km Ganador 2007: Kimi Räikkönen - Ferrari      |                      | Libres 1                     | Felipe Massa     | Ganador                      | Lewis Hamilton    |
| 9     | 4, 5 y 6 de julio                 | Gran Premio de Gran Bretaña Circuito de Silverstone Longitud: 5,141 km Vueltas: 60 Distancia de carrera: 308,355 km Ganador 2007: Kimi Räikkönen - Ferrari      | Libres 2             | Heikki Kovalainen            | 2.º puesto       | Nick Heidfeld                |                   |
| 9     | 4, 5 y 6 de julio                 | Gran Premio de Gran Bretaña Circuito de Silverstone Longitud: 5,141 km Vueltas: 60 Distancia de carrera: 308,355 km Ganador 2007: Kimi Räikkönen - Ferrari      | Libres 3             | Fernando Alonso              | 3.er puesto      | Rubens Barrichello           |                   |
| 9     | 4, 5 y 6 de julio                 | Gran Premio de Gran Bretaña Circuito de Silverstone Longitud: 5,141 km Vueltas: 60 Distancia de carrera: 308,355 km Ganador 2007: Kimi Räikkönen - Ferrari      | Pole position        | Heikki Kovalainen (1:21.049) | Vuelta rápida    | Kimi Räikkönen (1:32.150)    |                   |
| 9     | 4, 5 y 6 de julio                 | Gran Premio de Gran Bretaña Circuito de Silverstone Longitud: 5,141 km Vueltas: 60 Distancia de carrera: 308,355 km Ganador 2007: Kimi Räikkönen - Ferrari      | Resultados completos |                              |                  |                              |                   |
| 10    | 18, 19 y 20 de julio              | Gran Premio de Alemania Hockenheimring Longitud: 4,574 km Vueltas: 67 Distancia de carrera: 306,458 km Ganador 2007: No se disputó                              |                      | Libres 1                     | Lewis Hamilton   | Ganador                      | Lewis Hamilton    |
| 10    | 18, 19 y 20 de julio              | Gran Premio de Alemania Hockenheimring Longitud: 4,574 km Vueltas: 67 Distancia de carrera: 306,458 km Ganador 2007: No se disputó                              | Libres 2             | Lewis Hamilton               | 2.º puesto       | Nelson Piquet, Jr.           |                   |
| 10    | 18, 19 y 20 de julio              | Gran Premio de Alemania Hockenheimring Longitud: 4,574 km Vueltas: 67 Distancia de carrera: 306,458 km Ganador 2007: No se disputó                              | Libres 3             | Heikki Kovalainen            | 3.er puesto      | Felipe Massa                 |                   |
| 10    | 18, 19 y 20 de julio              | Gran Premio de Alemania Hockenheimring Longitud: 4,574 km Vueltas: 67 Distancia de carrera: 306,458 km Ganador 2007: No se disputó                              | Pole position        | Lewis Hamilton (1:15.666)    | Vuelta rápida    | Nick Heidfeld (1:15.987)     |                   |
| 10    | 18, 19 y 20 de julio              | Gran Premio de Alemania Hockenheimring Longitud: 4,574 km Vueltas: 67 Distancia de carrera: 306,458 km Ganador 2007: No se disputó                              | Resultados completos |                              |                  |                              |                   |
| 11    | 1, 2 y 3 de agosto                | Gran Premio de Hungría Hungaroring Longitud: 4,381 km Vueltas: 70 Distancia de carrera: 306,630 km Ganador 2007: Lewis Hamilton - McLaren                       |                      | Libres 1                     | Felipe Massa     | Ganador                      | Heikki Kovalainen |
| 11    | 1, 2 y 3 de agosto                | Gran Premio de Hungría Hungaroring Longitud: 4,381 km Vueltas: 70 Distancia de carrera: 306,630 km Ganador 2007: Lewis Hamilton - McLaren                       | Libres 2             | Lewis Hamilton               | 2.º puesto       | Timo Glock                   |                   |
| 11    | 1, 2 y 3 de agosto                | Gran Premio de Hungría Hungaroring Longitud: 4,381 km Vueltas: 70 Distancia de carrera: 306,630 km Ganador 2007: Lewis Hamilton - McLaren                       | Libres 3             | Lewis Hamilton               | 3.er puesto      | Kimi Räikkönen               |                   |
| 11    | 1, 2 y 3 de agosto                | Gran Premio de Hungría Hungaroring Longitud: 4,381 km Vueltas: 70 Distancia de carrera: 306,630 km Ganador 2007: Lewis Hamilton - McLaren                       | Pole position        | Lewis Hamilton (1:20.899)    | Vuelta rápida    | Kimi Räikkönen (1:21.195)    |                   |
| 11    | 1, 2 y 3 de agosto                | Gran Premio de Hungría Hungaroring Longitud: 4,381 km Vueltas: 70 Distancia de carrera: 306,630 km Ganador 2007: Lewis Hamilton - McLaren                       | Resultados completos |                              |                  |                              |                   |
| 12    | 22, 23 y 24 de agosto             | Gran Premio de Europa Circuito urbano de Valencia Longitud: 5,419 km Vueltas: 57 Distancia de carrera: 308,883 km Ganador 2007: Fernando Alonso - McLaren       |                      | Libres 1                     | Sebastian Vettel | Ganador                      | Felipe Massa      |
| 12    | 22, 23 y 24 de agosto             | Gran Premio de Europa Circuito urbano de Valencia Longitud: 5,419 km Vueltas: 57 Distancia de carrera: 308,883 km Ganador 2007: Fernando Alonso - McLaren       | Libres 2             | Kimi Räikkönen               | 2.º puesto       | Lewis Hamilton               |                   |
| 12    | 22, 23 y 24 de agosto             | Gran Premio de Europa Circuito urbano de Valencia Longitud: 5,419 km Vueltas: 57 Distancia de carrera: 308,883 km Ganador 2007: Fernando Alonso - McLaren       | Libres 3             | Robert Kubica                | 3.er puesto      | Robert Kubica                |                   |
| 12    | 22, 23 y 24 de agosto             | Gran Premio de Europa Circuito urbano de Valencia Longitud: 5,419 km Vueltas: 57 Distancia de carrera: 308,883 km Ganador 2007: Fernando Alonso - McLaren       | Pole position        | Felipe Massa (1:38.989)      | Vuelta rápida    | Felipe Massa (1:38.708)      |                   |
| 12    | 22, 23 y 24 de agosto             | Gran Premio de Europa Circuito urbano de Valencia Longitud: 5,419 km Vueltas: 57 Distancia de carrera: 308,883 km Ganador 2007: Fernando Alonso - McLaren       | Resultados completos |                              |                  |                              |                   |
| 13    | 5, 6 y 7 de septiembre            | Gran Premio de Bélgica Circuito de Spa-Francorchamps Longitud: 7,004 km Vueltas: 44 Distancia de carrera: 308,176 km Ganador 2007: Kimi Räikkönen - Ferrari     |                      | Libres 1                     | Felipe Massa     | Ganador                      | Felipe Massa      |
| 13    | 5, 6 y 7 de septiembre            | Gran Premio de Bélgica Circuito de Spa-Francorchamps Longitud: 7,004 km Vueltas: 44 Distancia de carrera: 308,176 km Ganador 2007: Kimi Räikkönen - Ferrari     | Libres 2             | Nick Heidfeld                | 2.º puesto       | Nick Heidfeld                |                   |
| 13    | 5, 6 y 7 de septiembre            | Gran Premio de Bélgica Circuito de Spa-Francorchamps Longitud: 7,004 km Vueltas: 44 Distancia de carrera: 308,176 km Ganador 2007: Kimi Räikkönen - Ferrari     | Libres 3             | Lewis Hamilton               | 3.er puesto      | Lewis Hamilton               |                   |
| 13    | 5, 6 y 7 de septiembre            | Gran Premio de Bélgica Circuito de Spa-Francorchamps Longitud: 7,004 km Vueltas: 44 Distancia de carrera: 308,176 km Ganador 2007: Kimi Räikkönen - Ferrari     | Pole position        | Lewis Hamilton (1:47.338)    | Vuelta rápida    | Kimi Räikkönen (1:47.930)    |                   |
| 13    | 5, 6 y 7 de septiembre            | Gran Premio de Bélgica Circuito de Spa-Francorchamps Longitud: 7,004 km Vueltas: 44 Distancia de carrera: 308,176 km Ganador 2007: Kimi Räikkönen - Ferrari     | Resultados completos |                              |                  |                              |                   |
| 14    | 12, 13 y 14 de septiembre         | Gran Premio de Italia Autodromo Nazionale di Monza Longitud: 5,793 km Vueltas: 53 Distancia de carrera: 306,720 km Ganador 2007: Fernando Alonso - McLaren      |                      | Libres 1                     | Adrian Sutil     | Ganador                      | Sebastian Vettel  |
| 14    | 12, 13 y 14 de septiembre         | Gran Premio de Italia Autodromo Nazionale di Monza Longitud: 5,793 km Vueltas: 53 Distancia de carrera: 306,720 km Ganador 2007: Fernando Alonso - McLaren      | Libres 2             | Kimi Räikkönen               | 2.º puesto       | Heikki Kovalainen            |                   |
| 14    | 12, 13 y 14 de septiembre         | Gran Premio de Italia Autodromo Nazionale di Monza Longitud: 5,793 km Vueltas: 53 Distancia de carrera: 306,720 km Ganador 2007: Fernando Alonso - McLaren      | Libres 3             | Timo Glock                   | 3.er puesto      | Robert Kubica                |                   |
| 14    | 12, 13 y 14 de septiembre         | Gran Premio de Italia Autodromo Nazionale di Monza Longitud: 5,793 km Vueltas: 53 Distancia de carrera: 306,720 km Ganador 2007: Fernando Alonso - McLaren      | Pole position        | Sebastian Vettel (1:37.555)  | Vuelta rápida    | Kimi Räikkönen (1:28.047)    |                   |
| 14    | 12, 13 y 14 de septiembre         | Gran Premio de Italia Autodromo Nazionale di Monza Longitud: 5,793 km Vueltas: 53 Distancia de carrera: 306,720 km Ganador 2007: Fernando Alonso - McLaren      | Resultados completos |                              |                  |                              |                   |
| 15    | 26, 27 y 28 de septiembre         | Gran Premio de Singapur Circuito callejero de Marina Bay Longitud: 5,067 km Vueltas: 61 Distancia de carrera: 309,087 km Ganador 2007: Primera edición          |                      | Libres 1                     | Lewis Hamilton   | Ganador                      | Fernando Alonso   |
| 15    | 26, 27 y 28 de septiembre         | Gran Premio de Singapur Circuito callejero de Marina Bay Longitud: 5,067 km Vueltas: 61 Distancia de carrera: 309,087 km Ganador 2007: Primera edición          | Libres 2             | Fernando Alonso              | 2.º puesto       | Nico Rosberg                 |                   |
| 15    | 26, 27 y 28 de septiembre         | Gran Premio de Singapur Circuito callejero de Marina Bay Longitud: 5,067 km Vueltas: 61 Distancia de carrera: 309,087 km Ganador 2007: Primera edición          | Libres 3             | Fernando Alonso              | 3.er puesto      | Lewis Hamilton               |                   |
| 15    | 26, 27 y 28 de septiembre         | Gran Premio de Singapur Circuito callejero de Marina Bay Longitud: 5,067 km Vueltas: 61 Distancia de carrera: 309,087 km Ganador 2007: Primera edición          | Pole position        | Felipe Massa (1:44.801)      | Vuelta rápida    | Kimi Räikkönen (1:45.599)    |                   |
| 15    | 26, 27 y 28 de septiembre         | Gran Premio de Singapur Circuito callejero de Marina Bay Longitud: 5,067 km Vueltas: 61 Distancia de carrera: 309,087 km Ganador 2007: Primera edición          | Resultados completos |                              |                  |                              |                   |
| 16    | 10, 11 y 12 de octubre            | Gran Premio de Japón Fuji Speedway Longitud: 4,563 km Vueltas: 67 Distancia de carrera: 305,721 km Ganador 2007: Lewis Hamilton - McLaren                       |                      | Libres 1                     | Lewis Hamilton   | Ganador                      | Fernando Alonso   |
| 16    | 10, 11 y 12 de octubre            | Gran Premio de Japón Fuji Speedway Longitud: 4,563 km Vueltas: 67 Distancia de carrera: 305,721 km Ganador 2007: Lewis Hamilton - McLaren                       | Libres 2             | Timo Glock                   | 2.º puesto       | Robert Kubica                |                   |
| 16    | 10, 11 y 12 de octubre            | Gran Premio de Japón Fuji Speedway Longitud: 4,563 km Vueltas: 67 Distancia de carrera: 305,721 km Ganador 2007: Lewis Hamilton - McLaren                       | Libres 3             | Robert Kubica                | 3.er puesto      | Kimi Räikkönen               |                   |
| 16    | 10, 11 y 12 de octubre            | Gran Premio de Japón Fuji Speedway Longitud: 4,563 km Vueltas: 67 Distancia de carrera: 305,721 km Ganador 2007: Lewis Hamilton - McLaren                       | Pole position        | Lewis Hamilton (1:18.404)    | Vuelta rápida    | Felipe Massa (1:18.426)      |                   |
| 16    | 10, 11 y 12 de octubre            | Gran Premio de Japón Fuji Speedway Longitud: 4,563 km Vueltas: 67 Distancia de carrera: 305,721 km Ganador 2007: Lewis Hamilton - McLaren                       | Resultados completos |                              |                  |                              |                   |
| 17    | 17, 18 y 19 de octubre            | Gran Premio de China Circuito Internacional de Shanghái Longitud: 5,451 km Vueltas: 56 Distancia de carrera: 305,066 km Ganador 2007: Kimi Räikkönen - Ferrari  |                      | Libres 1                     | Lewis Hamilton   | Ganador                      | Lewis Hamilton    |
| 17    | 17, 18 y 19 de octubre            | Gran Premio de China Circuito Internacional de Shanghái Longitud: 5,451 km Vueltas: 56 Distancia de carrera: 305,066 km Ganador 2007: Kimi Räikkönen - Ferrari  | Libres 2             | Lewis Hamilton               | 2.º puesto       | Felipe Massa                 |                   |
| 17    | 17, 18 y 19 de octubre            | Gran Premio de China Circuito Internacional de Shanghái Longitud: 5,451 km Vueltas: 56 Distancia de carrera: 305,066 km Ganador 2007: Kimi Räikkönen - Ferrari  | Libres 3             | Nick Heidfeld                | 3.er puesto      | Kimi Räikkönen               |                   |
| 17    | 17, 18 y 19 de octubre            | Gran Premio de China Circuito Internacional de Shanghái Longitud: 5,451 km Vueltas: 56 Distancia de carrera: 305,066 km Ganador 2007: Kimi Räikkönen - Ferrari  | Pole position        | Lewis Hamilton (1:36.303)    | Vuelta rápida    | Lewis Hamilton (1:36.325)    |                   |
| 17    | 17, 18 y 19 de octubre            | Gran Premio de China Circuito Internacional de Shanghái Longitud: 5,451 km Vueltas: 56 Distancia de carrera: 305,066 km Ganador 2007: Kimi Räikkönen - Ferrari  | Resultados completos |                              |                  |                              |                   |
| 18    | 31 de octubre, 1 y 2 de noviembre | Gran Premio de Brasil Autódromo José Carlos Pace Longitud: 4,309 km Vueltas: 71 Distancia de carrera: 305,909 km Ganador 2007: Kimi Räikkönen - Ferrari         |                      | Libres 1                     | Felipe Massa     | Ganador                      | Felipe Massa      |
| 18    | 31 de octubre, 1 y 2 de noviembre | Gran Premio de Brasil Autódromo José Carlos Pace Longitud: 4,309 km Vueltas: 71 Distancia de carrera: 305,909 km Ganador 2007: Kimi Räikkönen - Ferrari         | Libres 2             | Fernando Alonso              | 2.º puesto       | Fernando Alonso              |                   |
| 18    | 31 de octubre, 1 y 2 de noviembre | Gran Premio de Brasil Autódromo José Carlos Pace Longitud: 4,309 km Vueltas: 71 Distancia de carrera: 305,909 km Ganador 2007: Kimi Räikkönen - Ferrari         | Libres 3             | Fernando Alonso              | 3.er puesto      | Kimi Räikkönen               |                   |
| 18    | 31 de octubre, 1 y 2 de noviembre | Gran Premio de Brasil Autódromo José Carlos Pace Longitud: 4,309 km Vueltas: 71 Distancia de carrera: 305,909 km Ganador 2007: Kimi Räikkönen - Ferrari         | Pole position        | Felipe Massa (1:12.368)      | Vuelta rápida    | Felipe Massa (1:13.736)      |                   |
| 18    | 31 de octubre, 1 y 2 de noviembre | Gran Premio de Brasil Autódromo José Carlos Pace Longitud: 4,309 km Vueltas: 71 Distancia de carrera: 305,909 km Ganador 2007: Kimi Räikkönen - Ferrari         | Resultados completos |                              |                  |                              |                   |

## Clasificaciones

### Puntuaciones
| Posición | 1.º | 2.º | 3.º | 4.º | 5.º | 6.º | 7.º | 8.º |
| Puntos   | 10  | 8   | 6   | 5   | 4   | 3   | 2   | 1   |

### Campeonato de Pilotos
| Pos. | N.º | Piloto               | AUS | MYS | BHR | ESP | TUR | MON | CAN | FRA | GBR | GER | HUN | EUR | BEL | ITA | SIN | JPN | CHN | BRA | Puntos |
| ---- | --- | -------------------- | --- | --- | --- | --- | --- | --- | --- | --- | --- | --- | --- | --- | --- | --- | --- | --- | --- | --- | ------ |
| 1    | 22  | Lewis Hamilton       | 1   | 5   | 13  | 3   | 2   | 1   | Ret | 10  | 1   | 1   | 5   | 2   | 3   | 7   | 3   | 12  | 1   | 5   | 98     |
| 2    | 2   | Felipe Massa         | Ret | Ret | 1   | 2   | 1   | 3   | 5   | 1   | 13  | 3   | 17† | 1   | 1   | 6   | 13  | 7   | 2   | 1   | 97     |
| 3    | 1   | Kimi Räikkönen       | 8†  | 1   | 2   | 1   | 3   | 9   | Ret | 2   | 4   | 6   | 3   | Ret | 18† | 9   | 15† | 3   | 3   | 3   | 75     |
| 4    | 4   | Robert Kubica        | Ret | 2   | 3   | 4   | 4   | 2   | 1   | 5   | Ret | 7   | 8   | 3   | 6   | 3   | 11  | 2   | 6   | 11  | 75     |
| 5    | 5   | Fernando Alonso      | 4   | 8   | 10  | Ret | 6   | 10  | Ret | 8   | 6   | 11  | 4   | Ret | 4   | 4   | 1   | 1   | 4   | 2   | 61     |
| 6    | 3   | Nick Heidfeld        | 2   | 6   | 4   | 9   | 5   | 14  | 2   | 13  | 2   | 4   | 10  | 9   | 2   | 5   | 6   | 9   | 5   | 10  | 60     |
| 7    | 23  | Heikki Kovalainen    | 5   | 3   | 5   | Ret | 12  | 8   | 9   | 4   | 5   | 5   | 1   | 4   | 10  | 2   | 10  | Ret | Ret | 7   | 53     |
| 8    | 15  | Sebastian Vettel     | Ret | Ret | Ret | Ret | 17  | 5   | 8   | 12  | Ret | 8   | Ret | 6   | 5   | 1   | 5   | 6   | 9   | 4   | 35     |
| 9    | 11  | Jarno Trulli         | Ret | 4   | 6   | 8   | 10  | 13  | 6   | 3   | 7   | 9   | 7   | 5   | 16  | 13  | Ret | 5   | Ret | 8   | 31     |
| 10   | 12  | Timo Glock           | Ret | Ret | 9   | 11  | 13  | 12  | 4   | 11  | 12  | Ret | 2   | 7   | 9   | 11  | 4   | Ret | 7   | 6   | 25     |
| 11   | 10  | Mark Webber          | Ret | 7   | 7   | 5   | 7   | 4   | 12  | 6   | 10  | Ret | 9   | 12  | 8   | 8   | Ret | 8   | 14  | 9   | 21     |
| 12   | 6   | Nelson Piquet, Jr.   | Ret | 11  | Ret | Ret | 15  | Ret | Ret | 7   | Ret | 2   | 6   | 11  | Ret | 10  | Ret | 4   | 8   | Ret | 19     |
| 13   | 7   | Nico Rosberg         | 3   | 14  | 8   | Ret | 8   | Ret | 10  | 16  | 9   | 10  | 14  | 8   | 12  | 14  | 2   | 11  | 15  | 12  | 17     |
| 14   | 17  | Rubens Barrichello   | DSQ | 13  | 11  | Ret | 14  | 6   | 7   | 14  | 3   | Ret | 16  | 16  | Ret | 17  | Ret | 13  | 11  | 15  | 11     |
| 15   | 8   | Kazuki Nakajima      | 6   | 17  | 14  | 7   | Ret | 7   | Ret | 15  | 8   | 14  | 13  | 15  | 14  | 12  | 8   | 15  | 12  | 17  | 9      |
| 16   | 9   | David Coulthard      | Ret | 9   | 18  | 12  | 9   | Ret | 3   | 9   | Ret | 13  | 11  | 17  | 11  | 16  | 7   | Ret | 10  | Ret | 8      |
| 17   | 14  | Sébastien Bourdais   | 7†  | Ret | 15  | Ret | Ret | Ret | 13  | 17  | 11  | 12  | 18† | 10  | 7   | 18  | 12  | 10  | 13  | 14  | 4      |
| 18   | 16  | Jenson Button        | Ret | 10  | Ret | 6   | 11  | 11  | 11  | Ret | Ret | 17  | 12  | 13  | 15  | 15  | 9   | 14  | 16  | 13  | 3      |
| 19   | 21  | Giancarlo Fisichella | Ret | 12  | 12  | 10  | Ret | Ret | Ret | 18  | Ret | 16  | 15  | 14  | 17  | Ret | 14  | Ret | 17  | 18  | 0      |
| 20   | 20  | Adrian Sutil         | Ret | Ret | 19  | Ret | 16  | Ret | Ret | 19  | Ret | 15  | Ret | Ret | 13  | 19  | Ret | Ret | Ret | 16  | 0      |
| 21   | 18  | Takuma Satō          | Ret | 16  | 17  | 13  |     |     |     |     |     |     |     |     |     |     |     |     |     |     | 0      |
| 22   | 19  | Anthony Davidson     | Ret | 15  | 16  | Ret |     |     |     |     |     |     |     |     |     |     |     |     |     |     | 0      |
| Pos. | N.º | Piloto               | AUS | MYS | BHR | ESP | TUR | MON | CAN | FRA | GBR | GER | HUN | EUR | BEL | ITA | SIN | JPN | CHN | BRA | Puntos |

| Color      | Resultado                          |
| ---------- | ---------------------------------- |
| Oro        | Ganador                            |
| Plata      | 2.º puesto                         |
| Bronce     | 3.er puesto                        |
| Verde      | Finalizó en los puntos             |
| Azul       | Finalizó sin puntos                |
| Azul       | NC - No clasificado                |
| Violeta    | Ret - No terminó                   |
| Rojo       | DNQ - No se clasificó              |
| Rojo       | DNPQ - No se preclasificó          |
| Negro      | DSQ - Descalificado                |
| Blanco     | DNS - No empezó                    |
| Blanco     | WD - Retirado                      |
| Blanco     | C - Carrera cancelada              |
| Azul claro | TD - Entrenamientos libres (2003-) |
| Sin color  | DNP - Inscrito, pero no participó  |
| Sin color  | INJ - Inscrito, pero lesionado     |
| Sin color  | EX - Excluido                      |

| Estado  | Resultado                                                                             |
| ------- | ------------------------------------------------------------------------------------- |
| Negrita | Pole position                                                                         |
| Cursiva | Vuelta rápida                                                                         |
| 1-8     | Posiciones puntuables de clasificación sprint (2021-)                                 |
| †       | No acabó el Gran Premio, pero fue clasificado ya que completó el porcentaje necesario |
| ‡       | Monoplaza compartido                                                                  |
| ~       | Se otorgó la mitad de puntos ya que no se cumplió con el 75% de la carrera            |
| ≠       | No obtuvo puntos ya que era piloto invitado                                           |
| F2      | Inscrito para carrera de Fórmula 2, no sumaba puntos                                  |

### Estadísticas del Campeonato de Pilotos
| Pos. | Piloto               | Escudería   | Carreras | Victorias | Podios | Poles | Vueltas rápidas | Puntos |
| ---- | -------------------- | ----------- | -------- | --------- | ------ | ----- | --------------- | ------ |
| 1    | Lewis Hamilton       | McLaren     | 18       | 5         | 10     | 7     | 1               | 98     |
| 2    | Felipe Massa         | Ferrari     | 18       | 6         | 10     | 6     | 3               | 97     |
| 3    | Kimi Räikkönen       | Ferrari     | 18       | 2         | 9      | 2     | 10              | 75     |
| 4    | Robert Kubica        | BMW         | 18       | 1         | 7      | 1     |                 | 75     |
| 5    | Fernando Alonso      | Renault     | 18       | 2         | 3      |       |                 | 61     |
| 6    | Nick Heidfeld        | BMW         | 18       |           | 4      |       | 2               | 60     |
| 7    | Heikki Kovalainen    | McLaren     | 18       | 1         | 3      | 1     | 2               | 53     |
| 8    | Sebastian Vettel     | Toro Rosso  | 18       | 1         | 1      | 1     |                 | 35     |
| 9    | Jarno Trulli         | Toyota      | 18       |           | 1      |       |                 | 31     |
| 10   | Timo Glock           | Toyota      | 18       |           | 1      |       |                 | 25     |
| 11   | Mark Webber          | Red Bull    | 18       |           |        |       |                 | 21     |
| 12   | Nico Rosberg         | Williams    | 18       |           | 2      |       |                 | 17     |
| 13   | Nelson Piquet, Jr.   | Renault     | 18       |           | 1      |       |                 | 14     |
| 14   | Rubens Barrichello   | Honda       | 18       |           | 1      |       |                 | 11     |
| 15   | Kazuki Nakajima      | Williams    | 18       |           |        |       |                 | 9      |
| 16   | David Coulthard      | Red Bull    | 18       |           | 1      |       |                 | 8      |
| 17   | Sébastien Bourdais   | Toro Rosso  | 18       |           |        |       |                 | 4      |
| 18   | Jenson Button        | Honda       | 18       |           |        |       |                 | 3      |
| 19   | Giancarlo Fisichella | Force India | 18       |           |        |       |                 | 0      |
| 20   | Adrian Sutil         | Force India | 18       |           |        |       |                 | 0      |
| 21   | Takuma Satō          | Super Aguri | 4        |           |        |       |                 | 0      |
| 22   | Anthony Davidson     | Super Aguri | 4        |           |        |       |                 | 0      |

### Campeonato de Constructores
| Pos. | Constructor         | N.º | AUS | MYS | BHR | ESP | TUR | MON | CAN | FRA | GBR | GER | HUN | EUR | BEL | ITA | SIN | JPN | CHN | BRA | Puntos |
| ---- | ------------------- | --- | --- | --- | --- | --- | --- | --- | --- | --- | --- | --- | --- | --- | --- | --- | --- | --- | --- | --- | ------ |
| 1    | Ferrari             | 1   | 8†  | 1   | 2   | 1   | 3   | 9   | Ret | 2   | 4   | 6   | 3   | Ret | 18† | 9   | 15† | 3   | 3   | 3   | 172    |
| 1    | Ferrari             | 2   | Ret | Ret | 1   | 2   | 1   | 3   | 5   | 1   | 13  | 3   | 17† | 1   | 1   | 6   | 13  | 7   | 2   | 1   | 172    |
| 2    | McLaren-Mercedes    | 22  | 1   | 5   | 13  | 3   | 2   | 1   | Ret | 10  | 1   | 1   | 5   | 2   | 3   | 7   | 3   | 12  | 1   | 5   | 151    |
| 2    | McLaren-Mercedes    | 23  | 5   | 3   | 5   | Ret | 12  | 8   | 9   | 4   | 5   | 5   | 1   | 4   | 10  | 2   | 10  | Ret | Ret | 7   | 151    |
| 3    | BMW Sauber          | 3   | 2   | 6   | 4   | 9   | 5   | 14  | 2   | 13  | 2   | 4   | 10  | 9   | 2   | 5   | 6   | 9   | 5   | 10  | 135    |
| 3    | BMW Sauber          | 4   | Ret | 2   | 3   | 4   | 4   | 2   | 1   | 5   | Ret | 7   | 8   | 3   | 6   | 3   | 11  | 2   | 6   | 11  | 135    |
| 4    | Renault             | 5   | 4   | 8   | 10  | Ret | 6   | 10  | Ret | 8   | 6   | 11  | 4   | Ret | 4   | 4   | 1   | 1   | 4   | 2   | 80     |
| 4    | Renault             | 6   | Ret | 11  | Ret | Ret | 15  | Ret | Ret | 7   | Ret | 2   | 6   | 11  | Ret | 10  | Ret | 4   | 8   | Ret | 80     |
| 5    | Toyota              | 11  | Ret | 4   | 6   | 8   | 10  | 13  | 6   | 3   | 7   | 9   | 7   | 5   | 16  | 13  | Ret | 5   | Ret | 8   | 56     |
| 5    | Toyota              | 12  | Ret | Ret | 9   | 11  | 13  | 12  | 4   | 11  | 12  | Ret | 2   | 7   | 9   | 11  | 4   | Ret | 7   | 6   | 56     |
| 6    | Toro Rosso-Ferrari  | 14  | 7†  | Ret | 15  | Ret | Ret | Ret | 13  | 17  | 11  | 12  | 18† | 10  | 7   | 18  | 12  | 10  | 13  | 14  | 39     |
| 6    | Toro Rosso-Ferrari  | 15  | Ret | Ret | Ret | Ret | 17  | 5   | 8   | 12  | Ret | 8   | Ret | 6   | 5   | 1   | 5   | 6   | 9   | 4   | 39     |
| 7    | Red Bull-Renault    | 9   | Ret | 9   | 18  | 12  | 9   | Ret | 3   | 9   | Ret | 13  | 11  | 17  | 11  | 16  | 7   | Ret | 10  | Ret | 29     |
| 7    | Red Bull-Renault    | 10  | Ret | 7   | 7   | 5   | 7   | 4   | 12  | 6   | 10  | Ret | 9   | 12  | 8   | 8   | Ret | 8   | 14  | 9   | 29     |
| 8    | Williams-Toyota     | 7   | 3   | 14  | 8   | Ret | 8   | Ret | 10  | 16  | 9   | 10  | 14  | 8   | 12  | 14  | 2   | 11  | 15  | 12  | 26     |
| 8    | Williams-Toyota     | 8   | 6   | 17  | 14  | 7   | Ret | 7   | Ret | 15  | 8   | 14  | 13  | 15  | 14  | 12  | 8   | 15  | 12  | 17  | 26     |
| 9    | Honda               | 16  | Ret | 10  | Ret | 6   | 11  | 11  | 11  | Ret | Ret | 17  | 12  | 13  | 15  | 15  | 9   | 14  | 16  | 13  | 14     |
| 9    | Honda               | 17  | DSQ | 13  | 11  | Ret | 14  | 6   | 7   | 14  | 3   | Ret | 16  | 16  | Ret | 17  | Ret | 13  | 11  | 15  | 14     |
| 10   | Force India-Ferrari | 20  | Ret | Ret | 19  | Ret | 16  | Ret | Ret | 19  | Ret | 15  | Ret | Ret | 13  | 19  | Ret | Ret | Ret | 16  | 0      |
| 10   | Force India-Ferrari | 21  | Ret | 12  | 12  | 10  | Ret | Ret | Ret | 18  | Ret | 16  | 15  | 14  | 17  | Ret | 14  | Ret | 17  | 18  | 0      |
| 11   | Super Aguri-Honda   | 18  | Ret | 16  | 17  | 13  |     |     |     |     |     |     |     |     |     |     |     |     |     |     | 0      |
| 11   | Super Aguri-Honda   | 19  | Ret | 15  | 16  | Ret |     |     |     |     |     |     |     |     |     |     |     |     |     |     | 0      |
| Pos. | Constructor         | N.º | AUS | MYS | BHR | ESP | TUR | MON | CAN | FRA | GBR | GER | HUN | EUR | BEL | ITA | SIN | JPN | CHN | BRA | Puntos |

| Color      | Resultado                          |
| ---------- | ---------------------------------- |
| Oro        | Ganador                            |
| Plata      | 2.º puesto                         |
| Bronce     | 3.er puesto                        |
| Verde      | Finalizó en los puntos             |
| Azul       | Finalizó sin puntos                |
| Azul       | NC - No clasificado                |
| Violeta    | Ret - No terminó                   |
| Rojo       | DNQ - No se clasificó              |
| Rojo       | DNPQ - No se preclasificó          |
| Negro      | DSQ - Descalificado                |
| Blanco     | DNS - No empezó                    |
| Blanco     | WD - Retirado                      |
| Blanco     | C - Carrera cancelada              |
| Azul claro | TD - Entrenamientos libres (2003-) |
| Sin color  | DNP - Inscrito, pero no participó  |
| Sin color  | INJ - Inscrito, pero lesionado     |
| Sin color  | EX - Excluido                      |

| Estado  | Resultado                                                                             |
| ------- | ------------------------------------------------------------------------------------- |
| Negrita | Pole position                                                                         |
| Cursiva | Vuelta rápida                                                                         |
| 1-8     | Posiciones puntuables de clasificación sprint (2021-)                                 |
| †       | No acabó el Gran Premio, pero fue clasificado ya que completó el porcentaje necesario |
| ‡       | Monoplaza compartido                                                                  |
| ~       | Se otorgó la mitad de puntos ya que no se cumplió con el 75% de la carrera            |
| ≠       | No obtuvo puntos ya que era piloto invitado                                           |
| F2      | Inscrito para carrera de Fórmula 2, no sumaba puntos                                  |

### Estadísticas del Campeonato de Constructores
| Pos. | Constructor | Chasis     | Motor    | Carreras | Victorias | Podios | Poles | Vueltas rápidas | Puntos |
| ---- | ----------- | ---------- | -------- | -------- | --------- | ------ | ----- | --------------- | ------ |
| 1    | Ferrari     | F2008      | Ferrari  | 18       | 8         | 19     | 8     | 13              | 172    |
| 2    | McLaren     | MP4-23     | Mercedes | 18       | 6         | 13     | 8     | 3               | 151    |
| 3    | BMW Sauber  | F1.08      | BMW      | 18       | 1         | 11     | 1     | 2               | 135    |
| 4    | Renault     | R28        | Renault  | 18       | 2         | 4      |       |                 | 80     |
| 5    | Toyota      | TF108      | Toyota   | 18       |           | 2      |       |                 | 56     |
| 6    | Toro Rosso  | STR2B STR3 | Ferrari  | 18       | 1         | 1      | 1     |                 | 39     |
| 7    | Red Bull    | RB4        | Renault  | 18       |           | 1      |       |                 | 29     |
| 8    | Williams    | FW30       | Toyota   | 18       |           | 2      |       |                 | 26     |
| 9    | Honda       | RA108      | Honda    | 18       |           | 1      |       |                 | 14     |
| 10   | Force India | VJM01      | Ferrari  | 18       |           |        |       |                 | 0      |
| 11   | Super Aguri | SA08       | Honda    | 4        |           |        |       |                 | 0      |